# Lophopoeum circumflexum
Lophopoeum circumflexum är en skalbaggsart som beskrevs av Bates 1863. Lophopoeum circumflexum ingår i släktet Lophopoeum och familjen långhorningar. Inga underarter finns listade i Catalogue of Life.